# Boska interwencja
Boska interwencja – amerykański film dramatyczny z chrześcijańskim przesłaniem z 2006 roku. Reżyserem filmu jest Alex Kendrick, który gra też główną rolę. Film przy budżecie 100 tysięcy dolarów zarobił 10,2 miliona.

## Treść
Grant Taylor jest szkolnym trenerem futbolu, który jednak od dłuższego czasu nie odnosi z drużyną żadnych sukcesów. Dodatkowo ma też problemy w życiu osobistym. Grant jest bliski załamania, kiedy z pomocą przychodzi mu niespodziewany gość. Gość ten skłania go do uwierzenia w potęgę wiary i nadziei.

## Obsada
- Alex Kendrick – Grant Taylor
- Shannen Fields – Brooke Taylor
- Bill Butler – Neil Prater
- Bailey Cave – David Childers
- Steve Williams – Larry Childers
- Tracy Goode – Brady Owens
- Jim McBride – Bobby Lee Duke
- Tommy McBride – Jonathan Weston
- Jason McLeod – Brock Kelley
- Chris Willis – J.T. Hawkins Jr.
- Ray Wood – Mr. Bridges
- Erin Bethea – Alicia Houston
- David Nixon – Mr. Jones
- Mark Richt – on sam